# 192 Nausikaa
192 Nausikaa је астероид главног астероидног појаса са пречником од приближно 103,26 km.
Афел астероида је на удаљености од 2,994 астрономских јединица (АЈ) од Сунца, а перихел на 1,812 АЈ.
Ексцентрицитет орбите износи 0,246, инклинација (нагиб) орбите у односу на раван еклиптике 6,816 степени, а орбитални период износи 1360,786 дана (3,725 године).
Апсолутна магнитуда астероида је 7,13 а геометријски албедо 0,233.
Астероид је откривен 17. фебруара 1879. године.